# Wolfgang Böttcher (Erziehungswissenschaftler)
Wolfgang Böttcher (* 1953) ist ein deutscher Pädagoge.

## Leben
Von 2001 bis 2003 war er Leiter des Parlamentarischen Verbindungsbüros, GEW, Bundesvorstand, Berlin. Seit 2003 ist er Universitätsprofessor für das Fach Erziehungswissenschaft an der WWU Münster.
Seine Forschungsschwerpunkte sind Bildungs- und Sozialmanagement, Bildungsökonomie und Bildungsplanung und Evaluationsforschung.

## Schriften (Auswahl)
- Ungleichheit im Bildungswesen. Ein Plädoyer für eine schichtspezifisch und handlungstheoretisch orientierte Soziologie der Erziehung. Schallwig, Bochum 1985, ISBN 978-3-925222-00-9 (online, PDF; 7 MB).
- Kann eine ökonomische Schule auch eine pädagogische sein? Schulentwicklung zwischen neuer Steuerung, Organisation, Leistungsevaluation und Bildung. Juventa, Weinheim 2002, ISBN 978-3-7799-1090-9.
- mit Dirk Nüsken: Was leisten die Erziehungshilfen? Eine einführende Übersicht zu Studien und Evaluationen der HzE. Beltz, Weinheim 2018, ISBN 978-3-7799-2693-1.
- Evaluation … auf den Punkt gebracht. Debus, Schwalbach am Taunus 2018, ISBN 978-3-95414-114-2.